# 1596 w literaturze
Wydarzenia literackie w 1596 roku.

## Nowe dramaty
- polskie
  - Albertus z wojny

## Nowe poezje
- polskie
  - Jan z Kijan – Nowy Sowiźrzał albo raczej Nowyźrzał (data wydania przybliżona)
- zagraniczne
  - Pedro de Oña, Arauco Domado

## Zmarli
- Andrzej Kochanowski, polski poeta i tłumacz (ur. 1542)